# Mickhausen
Mickhausen è un comune tedesco di 1 367 abitanti, situato nel land della Baviera.